# Muskrat Dam Airport
Muskrat Dam Airport är en flygplats i Kanada.   Den ligger i provinsen Ontario, i den sydöstra delen av landet, 1 500 km nordväst om huvudstaden Ottawa. Muskrat Dam Airport ligger 273 meter över havet.
Terrängen runt Muskrat Dam Airport är platt. Trakten runt Muskrat Dam Airport är nära nog obefolkad, med mindre än två invånare per kvadratkilometer.. Det finns inga samhällen i närheten. 